# Гурфінкель Юзефа Олександрівна
Юзефа Олександрівна (Ісааківна) Гурфінкель (2 травня 1919, Біла Церква — 9 квітня 1997, Волгоград) — радянська та українська шахістка; міжнародний майстер (1954). Вчителька.
У чемпіонаті РРСФР (1950) здобула 1-2 місце (програла додатковий матч В. Тихомировій). Учасниця 9 чемпіонатів СРСР (1947 — 1968); найкращий результат у 14-му чемпіонаті (1954) — 2 місце. У турнірі претенденток (1955) — 15-16 місце.
У 1941 році закінчила Ростовський державний університет, за спеціальністю — філолог. Працювала тренером у ростовському шаховоному клубі, Будинку вчених та Палаці піонерів. У 1963 році разом із чоловіком — шахістом О. І. Константиновим — переїхала до Волгограда.
Має доньку — Тетяну Олександрівну Моісеєву (нар. 1952). Вона є майстром спорту СРСР із шахмат.